# Bucks Fizz
I Bucks Fizz sono stati un gruppo musicale pop britannico famoso soprattutto all'inizio degli anni ottanta.
Inizialmente il gruppo era formato da due donne e due uomini, Jay Aston, Cheryl Baker, Bobby G e Mike Nolan.
Il loro debutto avviene all'Eurovision Song Contest 1981 con la canzone Making Your Mind Up, che vinse il Festival.
Nel corso degli anni i membri del gruppo cambiano ma non giungerà mai la vera consacrazione.
Il brano When We Were Young verrà riproposto da Scialpi nella cover Pioggia che sarà il lato B del grande successo Cigarettes and Coffee.

## Discografia

### Singoli
- 1981 - Making Your Mind Up (#1 UK)(#5Germany)
- 1981 - Piece of the Action (#12 UK)(#35 Germany)
- 1981 - One of Those Nights (#20 UK)
- 1981 - The Land Of Make Believe (#1 UK) (#3 Germany)(#7 A)
- 1982 - My Camera Never Lies (#1 UK) (#31 Germany)
- 1982 - Now Those Days Are Gone (#8 UK)
- 1982 - Are You Ready (pubblicato solo nella Germania ovest)
- 1982 - Easy Love (Not UK)
- 1982 - If You Can't Stand The Heat (#10 UK)(#75 Germany)
- 1983 - Run for Your Life (#14 UK)
- 1983 - When We Were Young (#10 UK) (#52 Germany)(#14 NL)(#8 Lux)(#20 A)
- 1983 - London Town (#34 UK)  (#64 Germany)
- 1983 - Rules of the Game (#57 UK)
- 1984 - Talking in Your Sleep (#15 UK)(#14 Lux)
- 1984 - Golden Days (#42 UK)
- 1984 - I Hear Talk (#34 UK)(#25 Lux)
- 1985 - You And Your Heart So Blue (#43 UK)(#40 Lux)
- 1985 - Magical (#57 UK)
- 1986 - New Beginning (#8 UK)(#32 NL)(#5 Lux)
- 1986 - Love The One You're With (#47 UK)
- 1986 - Keep Each Other Warm (#45 UK)
- 1988 - Heart Of Stone (#50 UK)
- 1989 - You Love, Love
- 1991 - The Land of Make Believe

### Album
- 1981 - Bucks Fizz UK #14
- 1982 - Are You Ready UK #10
- 1983 - Hand Cut UK #17
- 1983 - Greatest Hits UK #25
- 1984 - I Hear Talk UK #66
- 1986 - Writing on the Wall UK #89
- 1988 - The Story So Far
- 1989 - Live At Fairfield Halls
- 1994 - The Best of Bucks Fizz
- 2005 - The Ultimate Anthology
- 2005 - Legends
- 2006 - The Lost Masters